# Khenchela
Khenchela (arabisch خنشلة, DMG Ḫanšala) ist die Hauptstadt der Provinz Khenchela im Norden von Algerien mit 114.472 Einwohnern (Stand: 2008). Die Stadt wird hauptsächlich von dem Berberstamm der Chaouis bevölkert und befindet sich im Gebirgszug Aurès.

## Klima
Laut der Klimaklassifikation nach Köppen und Geiger herrscht in Khenchela ein Mittelmeerklima (Csb). Die jährliche Durchschnittstemperatur beträgt 12,6 Grad Celsius. Damit gehört sie zu den kältesten Städten des Landes, was an der hohen Lage liegt.

## Geschichte
Königin Kāhina führte im 7. Jahrhundert einen jahrzehntelangen Krieg gegen die islamische Eroberung und baute hier eine Burg. Heute befindet sich eine Statue der Königin in der Stadt.
Die französische Armee erreichte Khenchela 1850 nach heftigen Kämpfen und stärkerem Widerstand und richtete eine Militärverwaltung ein. Die Arbeitsorganisation der Stadt wurde übernommen. Die ersten französischen Siedler durften ab 1878 Bauernhöfe bauen und Plantagen anlegen. Auf diese Weise räumten die Landwirte einen Weg für die Vegetation im Tal des Wadi Boughegal frei, der wiederum natürliches Grasland hervorbrachte, wodurch die Viehzucht und die Versorgung der Bevölkerung mit frischen Milchprodukten wie Milch, Butter und Käse ermöglicht wurden. Ab dem Oktober 1905 bot die Einweihung der Eisenbahnlinie Ain Beida in Khenchela eine tägliche Verbindung mit dem Norden. Die Militärverwaltung dauerte bis 1912.
Von 1954 bis 1962 währte der Algerienkrieg. In Khenchela und Umgebung operierte ab Anfang November 1954 eine Aufstandsarmee von Mostafa ben Boulaïd. Bis zum Kriegsende und der Unabhängigkeit gehörte die Stadt zum 1956 neu eingeteilten französischen Verwaltungsgebiet Wilaya 1. 1982 wurde ein Massengrab mit mehr als 1200 Leichen aus dem Algerienkrieg entdeckt. Es war das größte, das jemals in Algerien entdeckt wurde. Die Behörden und die algerische Presse schrieben es der französischen Armee zu, obwohl dies umstritten ist.

## Bevölkerungsentwicklung
| Zensusjahr | Einwohnerzahl |
| ---------- | ------------- |
| 1977       | 44.223        |
| 1987       | 69.743        |
| 1998       | 86.615        |
| 2008       | 114.472       |

## Persönlichkeiten
- Abdelaziz Djerad (* 1950), Politiker und Premierminister